# Gartmore (Écosse)
Gartmore est un village situé dans le Stirling, en Écosse.